# ʿAbdallāh Bā Kathīr al-Kindī
ʿAbdallāh ibn Muhammad Bā Kathīr al-Kindī (arabisch عبد الله بن محمد باكثير الكندي, DMG ʿAbdallāh ibn Muḥammad Bā Kaṯīr al-Kindī geb. 1859 in Lamu, gest. 10. März 1925 in Sansibar)  war ein arabischer Gelehrter hadramitischer Abstammung, der vor allem in Sansibar tätig war und hier eine Madrasa gründete, an der zahlreiche Muslime aus Ostafrika studierten. Er spielte um die Wende zum 20. Jahrhundert eine zentrale Rolle in den hadramitischen Netzwerken der Tarīqa ʿAlawīya im Indischen Ozean. Über seine Reise, die er in den Jahren 1897/98 in den Hadramaut, nach Ägypten und in den Hedschas durchführte, hat Bā Kathīr einen Reisebericht verfasst, der viel Aufmerksamkeit auf sich gezogen hat.

## Leben

### Frühe Jahre in Lamu
ʿAbdallāh Bā Kathīr entstammte einer Familie aus dem Hadramaut, die im späten 18. Jahrhundert aus Tarīm nach Lamu ausgewandert war. Lamu war im 19. Jahrhundert ein wichtiges Zentrum islamischer Gelehrsamkeit an der ostafrikanischen Küste, das zahlreiche Gelehrte aus dem Hadramaut anzog. ʿAbdallāh wurde 1860 während der Herrschaft von Sultan Madschid bin Said im Mkomoani-Viertel von Lamu geboren. Sein Vater Muhammad ibn Sālim Bā Kathīr al-Kindī starb schon im Jahre 1865, so dass er als Waise aufwuchs. Seinen Lebensunterhalt verdiente ʿAbdallāh schon sehr bald selbst mit dem Besticken von Kufiyas.
Aufgrund seiner hadramitischen Herkunft war es ihm jedoch möglich, unter den führenden hadramitischen Scherifen von Lamu zu studieren. Hierzu gehörten insbesondere der Dichter Abū Bakr ibn ʿAbd ar-Rahmān al-Husainī (alias Saiyid Mansab; 1829–1922) sowie die beiden Gelehrten aus der Dschamal-al-Lail Familie ʿAlī ibn ʿAbdallāh Dschamal al-Lail (1825–1915) und sein Neffe Sālih ibn ʿAlawī Dschamal al-Lail (1844–1935; auch bekannt als Habīb Sālih). Bā Kathīr heiratete selbst eine Frau aus der Dschamal-al-Lail-Familie und verheiratete seine älteste Tochter mit dem ältesten Sohn von Habīb Sālih. Seine Frau gebar ihm drei Söhne, Muhammad, Abū Bakr und Salīm, von denen der erste jedoch schon im Kindesalter starb.
Habīb Sālih machte ihn auch mit Ahmad ibn Sumait, dem führenden Gelehrten der Tarīqa ʿAlawīya in Sansibar, bekannt. Als Ahmad ibn Sumait im Herbst 1885 das Qādī-Amt niederlegte und heimlich in seine Heimat auf Grande Comore zurückkehrte, wurde Bā Kathīr von Sultan Barghasch ibn Said bedrängt, das Qādī-Amt zu übernehmen, konnte den Sultan von seinem Plan abbringen und in seine Heimat zurückkehren.

### Aufenthalte in Mekka und Java
Auf Betreiben Saiyid Mansabs reiste ʿAbdallāh Bā Kathīr schon mit 19 Jahren (also ca. 1879) zum ersten Mal zum Haddsch nach Mekka. 1887 folgte ein zweiter Aufenthalt in der Heiligen Stadt. Bei diesem Mal studierte er bei verschiedenen Scheichen der Tarīqa ʿAlawīya, insbesondere bei ʿUmar ibn Abī Bakr Bā Dschunaid (1856–1935). Dieser sandte ihn Ende 1887 oder Anfang 1888 auf Bitten von javanischen Hadramis, die nach einem Lehrer suchten, nach Java. Wie lange er in Java verblieb, ist nicht bekannt. Fest steht jedoch, dass er anschließend nach Mekka zurückkehrte und dort seine Studien fortsetzte.

### Als Lehrer in Sansibar
Um 1892, während der Herrschaft von Sultan ʿAlī ibn Saʿīd, zog ʿAbdallāh Bā Kathīr nach Sansibar um, das in den nächsten dreißig Jahren sein Lebenszentrum bleiben sollte. Mit seinem Unterricht, den er in der Gofu-Moschee im Kajifcheni/Ukutani-Viertel hielt, zog er schon sehr bald eine große Anzahl von Schülern aus den verschiedenen Küstenregionen Ostafrikas an. Seine wichtigsten Schüler aus dieser frühen Zeit waren sein Sohn Abū Bakr Bā Kathīr (1881–1943), ʿUmar al-Chatīb (1876–1957) und Muhsin ibn ʿAlī al-Barwānī (geb. 1875), die alle später selbst bekannte Gelehrte wurden. Einen Namen machte er aber auch mit seinem öffentlichen Unterricht für die breite Bevölkerung über die Grundlagen des islamischen Bekenntnisses (ʿAqīda), der regelmäßig an den Nachmittagen des Ramadan stattfand. Außerdem wurde er dadurch besonders bekannt, dass er in den Ramadan-Nächten Tarāwīh- und supererogatorische Witr-Gebete abhielt.
Bā Kathīr wohnte während dieser Zeit im Hamamuni-Viertel bei ʿUmar ibn Muhammad al-Qahtānī, einem Freund aus der Zeit vor seinem Umzug nach Sansibar. 1893 heiratete er dessen Tochter, die ihm zwei Mädchen gebar. Während der 1890er Jahre entwickelte sich durch den Lehrbetrieb und durch Familienbindungen außerdem eine intensive Freundschaft mit Ahmad ibn Sumait. Bākathīr pflegte diese Freundschaft lebenslang und äußerte auch immer wieder seine große Verehrung für Ahmad ibn Sumait. Darüber hinaus stand Bā Kathīr ab der Herrschaftszeit von Hamad ibn Thuwaini ibn Said auch in sehr hohem Ansehen bei den Bū-Saʿīdī-Sultanen. Mehrfach wurde er von ihnen gebeten, das Qādī-Amt zu übernehmen, was er jedoch ablehnte.

### Reise in den Hadramaut, nach Ägypten und in den Hedschas
Ende März 1897 begab sich ʿAbdallāh Bā Kathīr zusammen mit seinem Freund Abū Bakr ibn Ahmad Ibn Sālim, seinem Sohn Abū Bakr und seinem mütterlichen Cousin Muʿāwiya auf eine mehrmonatige Reise in den Hadramaut.  Vorrangiges Ziel dieser Reise war es, diejenigen ʿUlamā' aufzusuchen, bei denen Ahmad ibn Sumait zuvor studiert hatte. Ahmad ibn Sumait stattete Bā Kathīr hierfür mit einem Empfehlungsschreiben aus. Über diese Reise, die die Gruppe auch nach Ägypten und Mekka führte, erstellte Bā Kathīr später einen ausführlichen arabischen Bericht. Anhanddessen lässt sich die Reiseroute der Gruppe relativ genau rekonstruieren. Sie reiste zunächst mit einem Dampfschiff nach asch-Schihr, wo sie im April 1897 ankam. Von dort aus suchten die Männer verschiedene Orte des Hadramauts auf, so Sai'ūn, al-Ghurfa, Schibam und Tarīm. Hier besuchten sie verschiedene Gelehrte und Scherifen der Bā-ʿAlawī-Familie. Dazu gehörten insbesondere ʿAlī ibn Muhammad al-Hibschī (1843–1915) in Sai'ūn, Muhammad ibn ʿAidarūs al-Hibschī in al-Ghurfa und ʿAbd ar-Rahmān ibn Muhammad al-Maschhūr (1835–1902) in Tarīm. Bei ʿAlī al-Hibschī wurde Bā Kathīr vor allem in sufische Themen eingewiesen. So studierte er bei ihm das Kapitel über die Nīya aus al-Ghazālīs Iḥyāʾ ʿulūm ad-dīn und nahm an al-Hibschīs Dhikr-Versammlungen teil. In Tarīm verblieben Bā Kathīr und sein Freund insgesamt zwei Monate und besuchten die Lehrsitzungen verschiedener Gelehrter. Über die dabei zusammen gelesenen Bücher erhielt Bā Kathīr von diesen Gelehrten jeweils eine Idschāza. Daneben nutzte die Gruppe ihre Reise vor allem zum Besuch bekannter heiliger Orte, Gräber und Moscheen des Hadramaut. So vollzogen sie zwei Mal die Ziyāra zum Grab des Propheten Hūd.
Anfang Oktober 1897 beendete die Gruppe ihre Hadramaut-Rundreise und reiste mit einem Segelboot von al-Mukalla nach Aden weiter. Dort bestiegen sie Anfang Oktober 1897 einen Dampfer, der sie nach Sues brachte. Die erste Hälfte des November verbrachten sie mit einer kurzen Tour durch Ägypten: sie besuchten die Azhar, die Husain-Moschee sowie die Gräber von Saiyida Zainab und Imam asch-Schāfiʿī. Anschließend reisten sie nach Mekka, wo sie drei Monate blieben. Zwischendurch machte die Gruppe für drei Wochen einen Abstecher nach Medina, wo Bā Kathīr erneut die Lehrsitzungen verschiedener Gelehrter besuchte und sich darüber Idschāzas ausstellen ließ. Danach kehrten sie mit dem Dampfer nach Sansibar zurück, wo sie im Juni 1898 wieder ankamen.

### Die Bā-Kathīr-Madrasa
Die Reise zu den Zentren der Gelehrsamkeit der Tarīqa ʿAlawīya im Hadramaut und im Hedschas brachten Bā Kathīr großes Prestige ein. 1902 kaufte er ein Haus gegenüber der Gofu-Moschee auf einem Grundstück, das der Husainī-Familie gehörte. Hier setzte er seinen Unterricht zu den religiösen Wissenschaften und den Traditionen der ʿAlawīya fort. Im Jahre 1909, während der Herrschaft von Sultan Ali ibn Hammud, erweiterte er dieses Haus um einen Anbau, in dem er nun speziell nach dem Lehrplan des Ribāt ar-Riyād von Sai'ūn und des Ribāt in Tarīm höhere islamische Studien für fortgeschrittene Studierende lehrte. Der Unterricht seiner Schule, die nun unter dem Namen Madrasat Bā Kathīr ("Madrasa von Bā Kathīr") firmierte, schloss Fiqh, Tafsīr sowie Arabische Sprache und Grammatik ein. Die Räumlichkeiten der Schule wurden auch von Ahmad ibn Sumait für den Unterricht genutzt.

### Reisen nach Südafrika und Buganda
Ende 1913 reiste Bā Kathīr im Auftrag seines mekkanischen Lehrers Bā Dschunaid nach Kapstadt, um einen Streit zwischen den Muslimen des dortigen Bo-Kaap-Viertels zu schlichten. Hierbei ging es um das Freitagsgebet, das aufgrund von Spannungen zwischen den verschiedenen schafiitischen Imamen in mehreren Moscheen abgehalten wurde, aber dann jeweils nur sehr schlecht besucht war. Bā Kathīr konnte Ende Januar 1914 bei einer Versammlung aller schafiitischen Imame eine Einigung erzielen, die vorsah, dass das Freitagsgebet jeweils immer nur noch in einer Moschee abgehalten wurde, während sich die Imame bei der Chutba regelmäßig abwechselten. Bā Kathīr wurde bei der Reise von seinem Schüler ʿUmar al-Chatīb sowie von Raschīd ibn Sālim al-Mazrūʿī, der als Englisch-Dolmetscher fungierte, begleitet. Die Gruppe kehrte schon im Februar nach Sansibar zurück.
Wenige Wochen später reiste Bā Kathīr mit mehreren Schülern nach Buganda. Dort hielt er am Hof des Kabaka Vorlesungen über den Islam und unterwies verschiedene Höflinge, unter anderem Prinz Mbogo, in den islamischen Glaubenslehren. Nach einem Aufenthalt von zwei Monaten kehrte die Gruppe im Juni 1914 nach Sansibar zurück.

### Letzte Jahre und Tod
In den letzten Jahren seines Lebens überließ Bā Kathīr den Unterricht in seiner Schule immer öfter seinen früheren Schülern. So übernahm zum Beispiel Muhsin ibn ʿAlī al-Barwānī ab 1917 den zentralen Vormittagsunterricht.
ʿAbdallāh Bā Kathīr starb am 10. März 1925 nach längerer Krankheit. Er wurde hinter seiner Schule begraben. 
Die von ihm begründete Lehranstalt nach seinem Tod von al-Barwānī weitergeführt und gelangte zu solcher Bekanntheit, dass sie von der britischen Kolonialregierung unterstützt und in Ukutuni Institute umbenannt wurde. ʿAbdallāhs Sohn Abū Bakr führte den Ramadan-Unterricht an der Gofu-Moschee bis 1943 fort.

## Werke
ʿAbdallāh Bā Kathīr hat insgesamt nur zwei Werke verfasst, ein kleines Buch zur Glorifizierung des Propheten Mohammed, das nicht veröffentlicht wurde, sowie den Bericht über seine Reise in den Hadramaut, nach Ägypten, Mekka und Medina im Jahre 1897–98. Bā Kathīr erstellte diesen Bericht erst nachträglich im Jahre 1911, als ʿAlawī ibn ʿAbd ar-Rahmān al-Maschhūr, der Sohn eines seiner Gastgeber im Hadramaut, nach Sansibar kam und ihn dazu ermutigte. Zugrunde lagen wahrscheinlich Notizen, die er schon während der Reise gemacht hatte. Das Werk wurde 1939 von ʿAbdallāh ibn Muhammad as-Saqqāf unter dem Titel Riḥlat al-ašwāq al-qawīya ilā mawāṭin as-sāda al-ʿAlawīya ("Reise der großen Sehnsüchte nach den Heimatländern der ʿAlawī Saiyids") ediert. Friedhelm Hartwig vermutet, dass as-Saqqāf mit seiner Edition von Bā Kathīrs Reisebericht vor allem darauf abzielte, die hohe Stellung der ʿAlawī Saiyids innerhalb der hadramitischen Gesellschaft zu verteidigen, die in den 1930er Jahren starken Angriffen von säkularistischer Seite ausgesetzt war.